# Tűrőképesség

Haranggörbék különböző paraméterekkel

Az alkalmazkodás mértéke a tűrőképesség.
A tűrőképesség az élőlények alkalmazkodóképességét jelenti a különféle időben és térben változó környezeti tényezőkkel szemben.
A különböző fajok populációi azonos tényezőkre más és más tűrőképességet mutatnak. Az egyes környezeti tényezőket-például a hőmérsékletet vagy a nedvességet- csak bizonyos értékhatárokon belül képesek elviselni. A környezeti tényező még éppen elviselhető felső, illetve alsó értékhatára a maximum, illetve a minimum; ezek környékén az élőlény még túlél, de nem tud szaporodni. Ezek az értékek egyre csökkenve, illetve emelkedve elhagyják a kedvezőtlen tartományt, és elérik a populáció számára a legkedvezőbb értékeket, az optimum tartományt. Ezt jelzi a egyedek leggyakoribb előfordulása. Ha a tűrőképesség egy szűk tartományra korlátozódik, akkor az élőlény szűk tűrőképességű; ha tág, akkor a tűrőképesség tág. A tűrőképesség eltérhet a különféle tényezőkkel szemben: vannak élőlények, melyek tűrőképessége az egyik tényezővel szemben szűk, míg egy másikkal szemben tág.
Természetesen a környezeti tényezők nemcsak a növény- hanem az állatfajok elterjedését is befolyásolják. Az egyes fajok, azonban nem azonos mértékben érzékenyek a környezeti tényezőkre. A fenyőfajok többsége kiválóan bírja a nedves és a száraz talajt is, míg a vízinövények egyes fajai alig egy órát bírnak ki víz nélkül. Valamennyi faj, valamennyi környezeti tényezővel szemben különböző toleranciát mutat. Egy adott környezeti tényezővel szembeni elviselőképességet tűrőképességnek nevezzük, amelyet az ábrán látható haranggörbével szokás szemléltetni.
A tűrőképességet így ábrázolják grafikonon: A vízszintes tengelyen a vizsgált környezeti tényező értékét, a függőlegesen az életműködések mértéke van feltüntetve. Mindig van egy optimális érték (legkedvezőbb), amelyet az adott faj a legjobban kedvel, mindig van egy minimum és egy maximum érték, amelyet még ép elviselnek, ez alatt és e felett az adott faj nem képes megélni. Egy-egy faj az adott környezeti tényezővel szemben lehet szűktűrésű (sztenök/sztenoöckus), azaz csak kismértékű változását bírja elviselni (pl.: vízinövények), lehet átlagos tűrésű és lehet tágtűrésű(euriök/euriöcikus). Utóbbi esetben az adott környezeti tényező nagymértékű ingadozását is elviseli (például: mérsékelt övi fajok).